# اندرو همفری
اندرو همفری (انگلیسی: Andrew Humphrey; ۱۰ ژانویهٔ ۱۹۲۱ – ۲۴ ژانویهٔ ۱۹۷۷) فرد نظامی اهل بریتانیا بود. وی همچنین برندهٔ جوایزی همچون صلیب نیروی هوایی و مدال صلیب پرواز ممتاز (بریتانیا) شده‌است.